# Liste der Nummer-eins-Hits in den US-Dancecharts (2020)
Dies ist eine Liste der Nummer-eins-Hits in den US-Dancecharts im Jahr 2020. Die Platzierungen in den Hot Dance/Electronic Songs (Singles) sowie den Top Dance/Electronic Albums (Alben) werden wöchentlich von Billboard ermittelt.

## Singles
| ← 2019 ← | Liste der Nummer-eins-Hits in den US-Dancecharts | Liste der Nummer-eins-Hits in den US-Dancecharts | Liste der Nummer-eins-Hits in den US-Dancecharts | 2021 →                    |
| \| Zeitraum \| Wo. ges. \| Interpret \| Titel Autor(en) \| Zusätzliche Informationen \| \| (Zeitraum, Wochen auf Platz eins, Interpret, Titel, Autor[en], zusätzliche Informationen) \| \| \| \| \| \| ----------------------------------------------------------------------------------------- \| -------- \| -------------------------------- \| ------------------------- \| ------------------------- \| \| 29. September 2018 – 24. Januar 2020 17 Wochen (insgesamt 69) \| 69 \| Marshmello & Bastille \| Happier \| – \| \| 25. Januar 2020 – 13. März 2020 7 Wochen (insgesamt 10) \| 10 \| The Black Eyed Peas mit J Balvin \| RITMO (Bad Boys For Life) \| – \| \| 14. März 2020 – 3. April 2020 3 Wochen (insgesamt 3) \| 3 \| Lady Gaga \| Stupid Love \| – \| \| 4. April 2020 – 24. April 2020 3 Wochen (insgesamt 10) \| 10 \| The Black Eyed Peas mit J Balvin \| RITMO (Bad Boys For Life) \| – \| \| 25. April 2020 – 5. Juni 2020 6 Wochen (insgesamt 23) \| 23 \| Saint Jhn \| Roses (Imanbek Remix) \| – \| \| 6. Juni 2020 – 19. Juni 2020 2 Wochen (insgesamt 2) \| 2 \| Lady Gaga und Ariana Grande \| Rain on Me \| – \| \| 20. Juni 2020 – 9. Oktober 2020 16 Wochen (insgesamt 23) \| 23 \| Saint Jhn \| Roses (Imanbek Remix) \| – \| \| 10. Oktober 2020 – 16. Oktober 2020 1 Woche (insgesamt 17) \| 17 \| Surf Mesa feat. Emilee \| Ily \| – \| \| 17. Oktober 2020 – 23. Oktober 2020 1 Woche (insgesamt 23) \| 23 \| Saint Jhn \| Roses (Imanbek Remix) \| – \| \| 24. Oktober 2020 – 8. Januar 2021 11 Wochen (insgesamt 17) \| 17 \| Surf Mesa feat. Emilee \| Ily \| – \| |                                                  |                                                  |                                                  |                           |
| ← 2019 |                                                  |                                                  |                                                  | → 2021 →                  |
| Zeitraum | Wo. ges.                                         | Interpret                                        | Titel Autor(en)                                  | Zusätzliche Informationen |
| (Zeitraum, Wochen auf Platz eins, Interpret, Titel, Autor[en], zusätzliche Informationen) |                                                  |                                                  |                                                  |                           |
| 29. September 2018 – 24. Januar 2020 17 Wochen (insgesamt 69) | 69                                               | Marshmello & Bastille                            | Happier                                          | –                         |
| 25. Januar 2020 – 13. März 2020 7 Wochen (insgesamt 10) | 10                                               | The Black Eyed Peas mit J Balvin                 | RITMO (Bad Boys For Life)                        | –                         |
| 14. März 2020 – 3. April 2020 3 Wochen (insgesamt 3) | 3                                                | Lady Gaga                                        | Stupid Love                                      | –                         |
| 4. April 2020 – 24. April 2020 3 Wochen (insgesamt 10) | 10                                               | The Black Eyed Peas mit J Balvin                 | RITMO (Bad Boys For Life)                        | –                         |
| 25. April 2020 – 5. Juni 2020 6 Wochen (insgesamt 23) | 23                                               | Saint Jhn                                        | Roses (Imanbek Remix)                            | –                         |
| 6. Juni 2020 – 19. Juni 2020 2 Wochen (insgesamt 2) | 2                                                | Lady Gaga und Ariana Grande                      | Rain on Me                                       | –                         |
| 20. Juni 2020 – 9. Oktober 2020 16 Wochen (insgesamt 23) | 23                                               | Saint Jhn                                        | Roses (Imanbek Remix)                            | –                         |
| 10. Oktober 2020 – 16. Oktober 2020 1 Woche (insgesamt 17) | 17                                               | Surf Mesa feat. Emilee                           | Ily                                              | –                         |
| 17. Oktober 2020 – 23. Oktober 2020 1 Woche (insgesamt 23) | 23                                               | Saint Jhn                                        | Roses (Imanbek Remix)                            | –                         |
| 24. Oktober 2020 – 8. Januar 2021 11 Wochen (insgesamt 17) | 17                                               | Surf Mesa feat. Emilee                           | Ily                                              | –                         |

## Alben
| ← 2019 ← | Liste der Nummer-eins-Hits in den US-Dancecharts | Liste der Nummer-eins-Hits in den US-Dancecharts | Liste der Nummer-eins-Hits in den US-Dancecharts | 2021 →                    |
| \| Zeitraum \| Wo. ges. \| Interpret \| Titel Autor(en) \| Zusätzliche Informationen \| \| (Zeitraum, Wochen auf Platz eins, Interpret, Titel, Autor[en], zusätzliche Informationen) \| \| \| \| \| \| ----------------------------------------------------------------------------------------- \| -------- \| -------------------------------- \| --------------------- \| ------------------------- \| \| 4. Januar 2020 – 7. Februar 2020 5 Wochen (insgesamt 11) \| 11 \| The Chainsmokers \| World War Joy \| – \| \| 8. Februar 2020 – 14. Februar 2020 1 Woche (insgesamt 1) \| 1 \| Pet Shop Boys \| Hotspot \| – \| \| 15. Februar 2020 – 6. März 2020 3 Wochen (insgesamt 11) \| 11 \| The Chainsmokers \| World War Joy \| – \| \| 7. März 2020 – 13. März 2020 1 Woche (insgesamt 1) \| 1 \| Grimes \| Miss Anthropocene \| – \| \| 14. März 2020 – 27. März 2020 2 Wochen (insgesamt 145) \| 145 \| Lady Gaga \| The Fame \| – \| \| 28. März 2020 – 10. April 2020 2 Wochen (insgesamt 11) \| 11 \| The Chainsmokers \| World War Joy \| – \| \| 11. April 2020 – 17. April 2020 1 Woche (insgesamt 145) \| 145 \| Lady Gaga \| The Fame \| – \| \| 18. April 2020 – 24. April 2020 1 Woche (insgesamt 1) \| 1 \| Purity Ring \| WOMB \| – \| \| 25. April 2020 – 12. Juni 2020 7 Wochen (insgesamt 145) \| 145 \| Lady Gaga \| The Fame \| – \| \| 13. Juni 2020 – 11. September 2020 13 Wochen (insgesamt 36) \| 36 \| Lady Gaga \| Chromatica \| – \| \| 12. September 2020 – 18. September 2020 1 Woche (insgesamt 1) \| 1 \| Dua Lipa mit The Blessed Madonna \| Club Future Nostalgia \| – \| \| 19. September 2020 – 20. November 2020 9 Wochen (insgesamt 36) \| 36 \| Lady Gaga \| Chromatica \| – \| \| 21. November 2020 – 27. November 2020 1 Woche \| 1 \| Kylie Minogue \| Disco \| – \| \| 28. November 2020 – 8. Januar 2021 6 Wochen (insgesamt 36) \| 36 \| Lady Gaga \| Chromatica \| – \| |                                                  |                                                  |                                                  |                           |
| ← 2019 |                                                  |                                                  |                                                  | → 2021 →                  |
| Zeitraum | Wo. ges.                                         | Interpret                                        | Titel Autor(en)                                  | Zusätzliche Informationen |
| (Zeitraum, Wochen auf Platz eins, Interpret, Titel, Autor[en], zusätzliche Informationen) |                                                  |                                                  |                                                  |                           |
| 4. Januar 2020 – 7. Februar 2020 5 Wochen (insgesamt 11) | 11                                               | The Chainsmokers                                 | World War Joy                                    | –                         |
| 8. Februar 2020 – 14. Februar 2020 1 Woche (insgesamt 1) | 1                                                | Pet Shop Boys                                    | Hotspot                                          | –                         |
| 15. Februar 2020 – 6. März 2020 3 Wochen (insgesamt 11) | 11                                               | The Chainsmokers                                 | World War Joy                                    | –                         |
| 7. März 2020 – 13. März 2020 1 Woche (insgesamt 1) | 1                                                | Grimes                                           | Miss Anthropocene                                | –                         |
| 14. März 2020 – 27. März 2020 2 Wochen (insgesamt 145) | 145                                              | Lady Gaga                                        | The Fame                                         | –                         |
| 28. März 2020 – 10. April 2020 2 Wochen (insgesamt 11) | 11                                               | The Chainsmokers                                 | World War Joy                                    | –                         |
| 11. April 2020 – 17. April 2020 1 Woche (insgesamt 145) | 145                                              | Lady Gaga                                        | The Fame                                         | –                         |
| 18. April 2020 – 24. April 2020 1 Woche (insgesamt 1) | 1                                                | Purity Ring                                      | WOMB                                             | –                         |
| 25. April 2020 – 12. Juni 2020 7 Wochen (insgesamt 145) | 145                                              | Lady Gaga                                        | The Fame                                         | –                         |
| 13. Juni 2020 – 11. September 2020 13 Wochen (insgesamt 36) | 36                                               | Lady Gaga                                        | Chromatica                                       | –                         |
| 12. September 2020 – 18. September 2020 1 Woche (insgesamt 1) | 1                                                | Dua Lipa mit The Blessed Madonna                 | Club Future Nostalgia                            | –                         |
| 19. September 2020 – 20. November 2020 9 Wochen (insgesamt 36) | 36                                               | Lady Gaga                                        | Chromatica                                       | –                         |
| 21. November 2020 – 27. November 2020 1 Woche | 1                                                | Kylie Minogue                                    | Disco                                            | –                         |
| 28. November 2020 – 8. Januar 2021 6 Wochen (insgesamt 36) | 36                                               | Lady Gaga                                        | Chromatica                                       | –                         |